# 魁北克解放阵线

魁北克解放阵线旗帜

魁北克解放阵线（法語：Front de libération du Québec，缩写为FLQ）是一个早期魁北克独立运动组织，活跃于1963年—1971年。该组织奉行社会主义和魁北克民族主义。

## 历史渊源
FLQ是一群魁北克人于1963年2月组成的抵抗运动组织。组织的宣言呼吁进行马克思主义为指导的武装斗争，推翻魁北克政府，从加拿大独立，建设工人阶级的社会。他们中的一些人接受了比利时革命家和克格勃特工Schoeters的训练，切·格瓦拉是他们心中的英雄。1963年4月21日起，FLQ开始发动炸弹攻击行动。同年10月7日，Schoeters被控犯下恐怖主义罪行，并被判两个5年徒刑。FLQ中至少有2名成员曾在约旦的巴勒斯坦训练营里受训。
FLQ发展了很多行动小组，其中的两个小组直接参與了十月危机，这是加拿大历史上第一宗恐怖主义事件。

## 袭击

### 第一波袭击
FLQ以小组为单位开始袭击魁北克省内的铁路网，但很快原来的袭击小组被警方逮捕。20岁的FLQ成员雷蒙德·维伦纽夫因为涉嫌在1963年用炸弹攻击加拿大军队征兵中心而被判处12年监禁。FLQ开始将袭击范围扩大到英语区的商业设施，包括了银行、麦吉尔大学（位于蒙特利尔的英语学校）和康考迪亚大学都遭到袭击。不过也因此又有两名FLQ成员被捕。

### 第二波袭击
新成立的FLQ小组有6人。其中两名成员与第一组被捕成员有亲属关系。这组成员的袭击活动从1963年9月26日到1964年4月9日。他们称自己为“魁北克解放军”(L'Armée de Libération du Québec)。他们还抢劫了至少50万加币的货物和金钱。

### 第三波袭击
另一个更大规模的FLQ行动组成立。他们称自己为“魁北克革命军”(L'Armée Révolutionnaire du Québec)。这组试图把重点放在袭击训练工作上。在1964年8月29日，一次拙劣抢劫中造成两人死亡。FLQ成员西尔·德利尔,吉尔斯·布鲁奈,马塞尔·塔迪夫等5人被判处终身监禁。随后还有一些FLQ成员被逮捕。

### 第四波袭击
FLQ在1965年7月成立“人民解放运动”。该组织抢劫了一个加拿大新民主党办公室和一个广播电台。广播电台被FLQ用来发表他们的“革命论文”。在第四波袭击中，FLQ开始越来越多地使用炸药。一名FLQ成员在自制炸药时被炸死。1966年5月5日，一名64岁鞋厂女职员被FLQ的炸弹炸死。1966年8月，加拿大皇家骑警逮捕了许多FLQ成员。一些FLQ成员逃到美国。他们在联合国大楼前抗议，后来遭到逮捕。

### 第五波袭击
FLQ开始将袭击范围扩大到欧洲。一个新成立的FLQ小组在1968年一年之内制造了52起爆炸案件。这组成员在1969年5月2日被捕。

### 第六波袭击
1969年2月13日，FLQ用一枚威力强大的炸弹对蒙特利尔证券交易所实施爆破行动，造成27人重伤。在1969年9月28日，FLQ用炸药袭击了当时的蒙特利尔市长让·德拉波。警方事后认为，炸弹被放置在厕所里，使检查人员无法找到它。在1969年，FLQ还制造了多起骚乱，其中包括针对麦吉尔大学。加拿大皇家骑警从截获的情报了解FLQ是骚乱的幕后策划者。骚乱失败后，一些FLQ成员离开加拿大。同一年，一些与FLQ有关系的组织先后成立。其中包括了“出租车解放阵线”和“人民解放阵线”。
作为马克思主义组织，FLQ痛恨美国的统治阶级，他们策划爆破自由女神像，但是行动被破获。

### 十月危机
1970年10月5日，英国贸易专员詹姆斯·克罗斯在上班途中被FLQ绑架。10月10日，魁北克副省长兼劳工部长皮埃尔·拉波特在自家草坪上与家人游戏时，被FLQ绑架。10月15日，魁北克政府向FLQ发出最后通牒，限期在6个小时内释放人质，同时加拿大军队开始进驻蒙特利尔。加拿大政府拒絕FLQ請求後，有人给电台打电话宣布拉波特被处决，并且提供了抛弃尸体的地址；其尸体於10月17日被發現。
1970年11月6日，警方突击搜查了FLQ成员的藏身之处，虽然有3人逃脱，但Bernard Lortie被逮捕，并且被控以绑架和谋杀皮埃尔·拉波特。12月3日，警方发现了绑架者监禁詹姆斯·克罗斯的地点。经谈判后他被释放，而加拿大政府則将5名恐怖分子送到古巴。总理皮埃尔·特鲁多当时在魁北克宣布实施仅次于军事管制的戒严措施，大批军队部署在蒙特利尔协助警方维持治安。
1980年7月，警方指控6名詹姆斯·克罗斯绑架案涉案人士。其中，一个名叫Nigel Barry Hamer的英国激进社会主义者和FLQ同情者认罪，并被判入狱12个月。
1970年十月危机的结果是，用暴力手段追求魁北克独立的团体失去了支持，魁独的政党赢得了更广泛的支持，1976年，魁北克人党赢得了省级选举。

## 后续活动
FLQ的零散成员后来仍然发动了数次恐怖袭击。2001年Rhéal Mathieu试图爆炸蒙特利尔的三间咖啡连锁店，因为这家连锁店使用英文名字（Second Cup）。不久之后，7间麦当劳快餐店被炸。Second Cup企业发言人承认，由于顾客受到惊吓，公司的业务蒙受了极大损失。后来，他们把在魁北克的分店名字改成法文的Les cafés Second Cup。

## 参見
- 魁北克

## 外部連結
- "The Events Preliminary to the Crisis" in chronological order - 1960 to 5 October 1970
- “The October Crisis per se" in chronological order - 5 October to 29 December 1970
- English translation of the FLQ Manifesto （页面存档备份，存于）